# Mwaro (Provinz)
Mwaro ist eine Provinz von Burundi. Sie liegt im Zentrum des Landes. Die Provinzhauptstadt heißt ebenfalls Mwaro. Bis 2002 gehörte Mwaro zur Provinz Muramvya.
2007 hat Mwaro etwa 287.000 Einwohner.
Mwaro ist in die sechs Distrikte (communes) Bisoro, Gisozi, Kayokwe, Ndava, Nyabihanga und  Rusaka eingeteilt.